# Австрійська валюта
Австрійська валюта (нім. Österreichische Wahrung) — назва австрійської (з 1858 року), австро-угорської валюти в 1867–1892 рр. У 1857 р. Австрія підписала з північнонімецькими державами монетну конвенцію, на підставі якої було уніфіковано їх валюти (1 гульден за конвенційною стопою 1753 року став дорівнювати 1 гульдену 5 крейцерам нової валюти).
В основу карбування монет замість кельнської марки було покладено митний фунт (нім. Zollpfund = 500 г), з якого карбувались в Австрії 45 гульденів, в німецьких державах — 30 талерів. Гульден, що до того поділявся на 60 крейцерів, з 1857 р. став ділитися на 100 крейцерів, названих новими крейцерами (нім. Neilkreuzer).
Для полегшення взаємних розрахунків і торгівлі між договірними сторонами випускались союзний талер (нім. Vereinstaler) і подвійний талер (нім. Zwei Vereinstaler) 900-ї проби, які за вартістю дорівнювали відповідно 1,5 та 3 гульденам. Карбувалися союзні торгові золоті монети — крони (нім. Krone) і півкрони (нім. Halbe Krone), відповідно 50 і 100 штук з фунта чистого золота (1 крона = 10 г золота). Австрія зберегла за собою право карбувати талери Марії Терезії (т. зв. левантійські талери) і дукати за конвенційною стопою 1753 р. Після війни з Пруссією Австро-Угорщина вийшла з конвенції. Основною грошовою одиницею Австрійських володінь став гульден (флорин, форинт — по-угорськи).
Для обігу всередині імперії Австрія карбувала срібні монети вартістю 2 і 1 гульден (900-ї проби) і 1/4 гульдена (520-ї проби), розмінні срібні монети (по 50 гульденів з фунта срібла) вартістю в 10 і 5 нових крейцерів; мідні — 3, 1 ½ крейцера (по 150 крейцерів з фунта міді).
Нова валюта була названа австрійською валютою (нім. Österreicliische Wahrung) і з 1 вересня 1858 р. визнавалася єдиною законною у всій імперії. На основі нової австрійської валюти випускалися й нові банкноти.
Період А. в. тривав з 1858 по 1892 рр. до запровадження в Австро-Угорщині золотої коронової валюти — крони.